# Piletocera chrysorycta
Piletocera chrysorycta là một loài bướm đêm trong họ Crambidae.